# Zeta Hydrae
Désignations
Zeta Hydrae (ζ Hya / ζ Hydrae) est une étoile géante de la constellation de l'Hydre. Sa magnitude apparente est de 3,10. D'après la mesure de sa parallaxe annuelle par le satellite Hipparcos, l'étoile est située à environ 167 années-lumière de la Terre. Elle s'éloigne du Système solaire à une vitesse radiale de +22 km/s.
Zeta Hydrae est une géante jaune de type spectral G8,5III. Elle est 177 fois plus lumineuse que le Soleil.